# Arcadia (Marte)
Arcadia  è una caratteristica di albedo della superficie di Marte.